# 柳浩太郎
柳浩太郎（1985年12月21日—）日本男演員。隸屬於渡边娱乐旗下D-BOYS的成員，出生於德國柏林。身高165cm。2003年曾饰演《网球王子舞台剧》主角越前龙马。2014年因身體不適而長期休業。2016年正式退出D-BOYS，並於2019年復出。